# Večernice smutná
Večernice smutná (Hesperis tristis) je vzácně se v České republice vyskytující bylina s nápadným a vonným květem, jeden z asi 25 druhů rodu večernice.

## Výskyt
Druh je rozšířen hlavně na jihu evropské části Ruska, odkud západním směrem zasahuje přes Ukrajinu do Rumunska, Bulharska, na Balkánský poloostrov, Slovensko, do Maďarska a částečně i Rakouska a Česka; východním směrem se vyskytuje až po Kavkaz, střední Ural a ke Kaspickému moři. Severozápadní hranice přirozeného výskytu probíhá přes Moravu, kde večernice smutná roste v teplých oblastech v okolí Znojma, Hustopečí a na Pálavě.
Dává přednost slunným, teplým stanovištím převážně s vápencovým podložím. Roste hlavně na xerotermních travnatých stráních a v řídkých křovinatých porostech, na mezích, okrajích cest i ve slunných příkopech v planárním a kolinním stupni.

## Popis

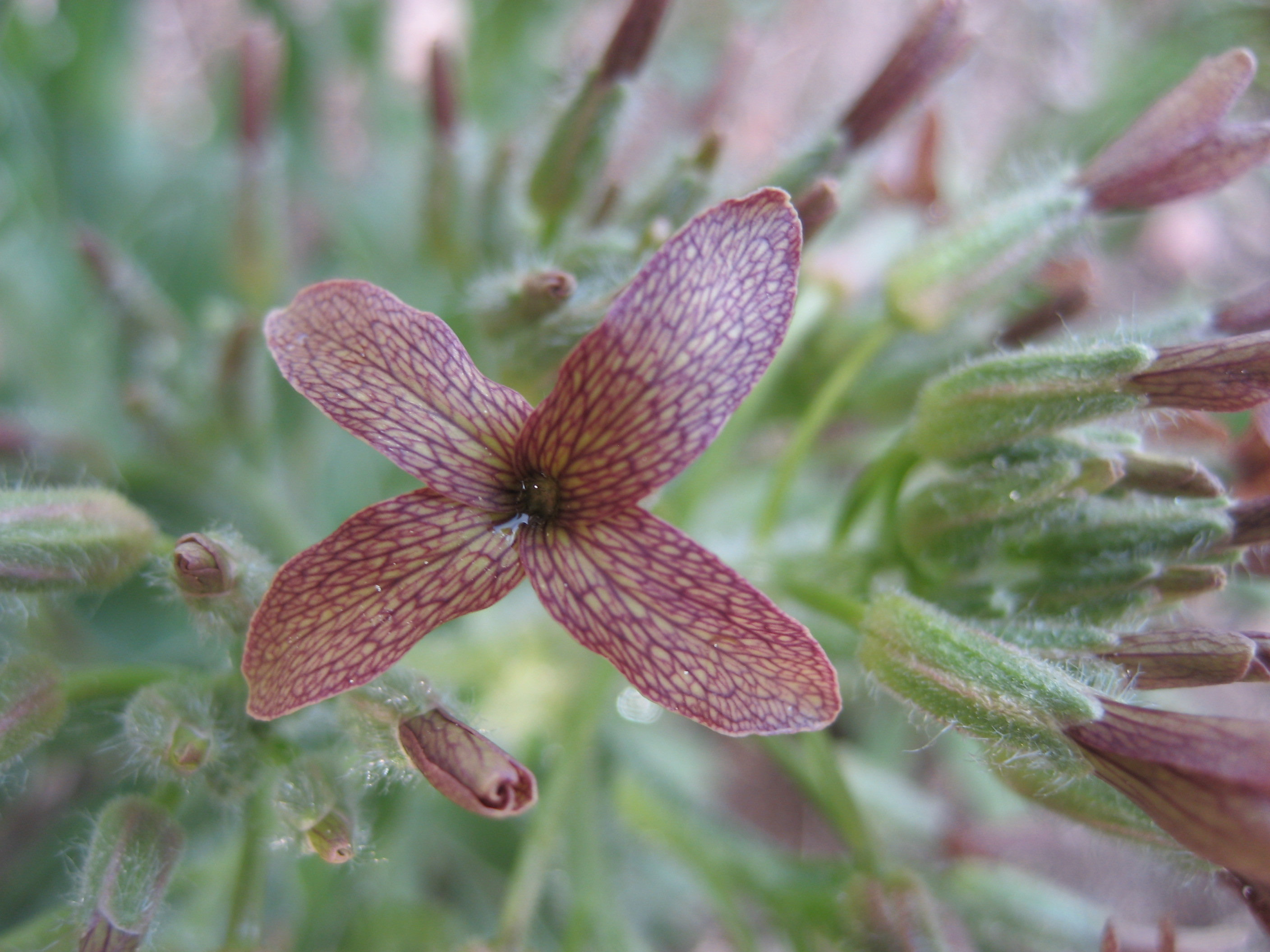
Květ

Rostlina dvouletá nebo méně často krátce vytrvalá, dorůstá obvykle do výše 30 až 60, ojediněle až 80 cm. Přímá lodyha je v průřezu oblá nebo hranatá, ve svrchní části rozvětvená a celá porostlá delšími jednoduchými i kratšími žláznatými chlupy. Přízemní listy s dlouhými řapíky vyrůstají v listové růžici, jejich čepele dlouhé 5 až 12 a široké 1 až 3 cm jsou eliptické, podlouhlé až kopinaté a na koncích tupé, okraje bývají celistvé nebo řídce zubaté. Spodní lodyžní listy jsou s kratičkými řapíky a výše postavené přisedlé, čepele mají stejně velké jako listy v růžici avšak jsou celokrajné, u báze uťaté nebo srdčité a na vrcholku zašpičatělé. Všechny listy jsou poměrně masité a obdobně chlupaté jako lodyha.
Květenství je bohatý větvený hrozen složený z 10 až 70 čtyřčetných květů. stopky oboupohlavných velkých květů rostou vodorovně nebo šikmo odstávají, jsou do 2 cm dlouhé a chlupaté. Vztyčené kopinaté kališní lístky bývají 10 až 12 mm dlouhé, mají bílý blanitý okraj, vně jsou chlupaté a dva vnitřní jsou vespod vakovitě vypouklé. Korunní lístky mají pozvolna zúžený nehet, od kterého rovnovážně odstávají a později se slabě obracejí dozadu, jsou úzce podlouhle obvejčité a vpředu zakulacené; bývají zelenavě žluté až žlutohnědé se žlutým, fialovým nebo purpurovým žilkováním, jsou 20 až 25 × 2 až 6 mm velké a bělavý nehet mívá délku 8 až 14 mm. Zbarvení je poměrně variabilní, podíl jednotlivých barev se mění. V květu je šest čtyřmocných tyčinek, svrchní semeník srostl ze dvou plodolistů a blizna je hluboce rozeklaná.
Kvete od května do června, v podvečer květy začínají vonět a vábit hmyz k opylení. Ploidie druhu je 2n = 14. Na vodorovně odstávajících chlupatých stopkách 2 až 4 cm dlouhých vyrůstají čárkovité, dvouchlopňové, lehce pukající, na hřbetu stlačené a mezi semeny zúžené šešule. Jsou lysé, bývají dlouhé 5 až 15 cm, mají výraznou střední a dvě boční žílky a obsahují až 40 hnědých, do 3 mm velkých semen umístěných v jedné řadě.

## Ohrožení
Večernice smutná je v "Červeném seznamu cévnatých rostlin České republiky" uváděna jako silně ohrožený druh (C2b). Je tomu proto, že z řady obvyklých míst zcela vymizela nebo se její populace výrazně zmenšily, některá místa zarostla náletovými dřevinami nebo agresivnějšími rostlinami a jiná se změnou obhospodařování polí a pastvin postihla eutrofizace. V současnosti je řada lokalit s večernicí smutnou územně chráněna, to dává naději na zachování tohoto rostlinného druhu v ČR i v budoucnu.